# Eva Justin
Eva Justin, née le 23 août 1909 à Dresde en Allemagne et morte le 11 septembre 1966 à Offenbach-sur-le-Main, était une anthropologue allemande active à l'époque nazie. Elle s'est spécialisée dans le racisme scientifique. Son travail a contribué aux crimes nazis contre les peuples Sinti et Rom.

## Biographie

### Études universitaires
Fille de Charles Justin, administrateur dans une société ferroviaire, Eva Justin est l'assistante du psychologue Robert Ritter dans le Centre de recherches sur l'hygiène raciale et la biologie des peuples qu'il crée en 1936 à l'université de Tübingen:121,. Justin a d'abord suivi une formation d'infirmière et a obtenu son doctorat en anthropologie à l'Université de Berlin en 1943, bien qu'elle n'ait pas suivi la procédure universitaire normale pour l'obtenir:121,. Eugen Fischer l'a encadrée tout au long de sa thèse de doctorat et de ses examens finaux, et l'ethnologue Richard Thurnwald en était l'un des évaluateurs:122. Justin a été l'une des premières infirmières autorisées à obtenir un doctorat.
Sa thèse de doctorat était intitulée "Lebensschicksale artfremd erzogener Zigeunerkinder und ihrer Nachkommen" ("Destins biographiques d'enfants tsiganes et de leur progéniture qui ont été éduqués d'une manière inappropriée pour leur espèce"):122.

Sa connaissance de la langue rom lui permet d'approcher et de s'introduire dans leur communauté en gagnant leur confiance et se met à les étudier en faisant notamment des mesures anthropométriques  de leur visage. 

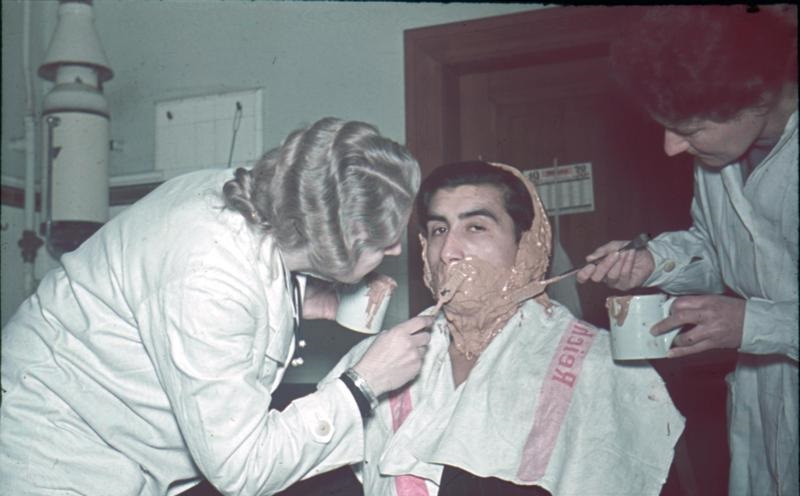
Justin en train de réaliser un casting facial

Les enfants étudiés par Justin avaient été sélectionnés pour être expulsés, mais cela a été retardé jusqu'à ce qu'elle termine ses recherches et obtienne son doctorat. Les enfants furent ensuite envoyés au « camp familial tsigane » à Auschwitz le 6 mai 1944:122. Peu après leur arrivée, Josef Mengele arriva à Auschwitz. Certains enfants furent soumis à ses expériences et la plupart furent finalement tués dans la chambre à gaz. Environ 39 ou 40 enfants que Justin avait étudiés furent envoyés à Auschwitz en 1944, et tous sauf quatre moururent avant la fin de la guerre, beaucoup avant la publication de sa thèse (selon une source, tous les enfants étaient morts au moment où sa thèse a été publiée),. Trente-neuf enfants d'un orphelinat de Mulfingen, qui faisait l'objet de la thèse de doctorat de Justin, furent enregistrés à Auschwitz le 12 mai 1944:294. Elle recherchait des sujets anthropologiques dans les camps de concentration:134,.
Justin était un membre senior du Centre de recherche sur l'hygiène raciale. Elle a écrit dans l'avant-propos d'un document de recherche qu'elle espérait fournir la base de nouvelles lois sur l'hygiène raciale afin de stopper l'afflux d'« éléments primitifs indignes » dans la population allemande:18. Sa position était que les Roms ne pouvaient pas être assimilés parce qu'« ils devenaient généralement asociaux en raison de leur pensée primitive, et que les tentatives visant à les éduquer devraient être arrêtées »:xiv. Justin a proposé la stérilisation des Roms, à l'exception de ceux qui ont du « pur sang tsigane ». Elle était présente lors de l’organisation des déportations des Sintis et des Roms vers les camps de concentration.:122

### Après guerre
En 1958, le procureur de Francfort a ouvert une enquête sur les actions de Justin en temps de guerre, mais l'enquête a été close en 1960,:164 après que le procureur ait conclu que ses actions étaient soumises au délai de prescription. Les magistrats de Francfort ont trouvé des preuves insuffisantes pour poursuivre Justin en 1964, estimant que Justin ne savait pas que ses idées conduiraient à envoyer les enfants dans des camps de concentration et que les survivants ne se souvenaient pas spécifiquement qu'elle les avait frappés. Justin avait basé son travail sur les idées de Robert Ritter et n'y croyait plus:19.
Dans l'Allemagne de l'Ouest d'après-guerre, Justin a travaillé comme psychologue pour la police de Francfort, agissant même comme consultant auprès du système juridique pour les cas d'indemnisation des survivants de l'Holocauste:122-123.
Elle meurt d'un cancer en 1966.